# برنارد لويس (ناقد فني)
برنارد لويس (بالإنجليزية: Bernard Lewis)‏ هو ناقد فني جنوب أفريقي، ولد في 20 مايو 1870، وتوفي في 5 فبراير 1956.